# Nabgram
Nabgram è una suddivisione dell'India, classificata come census town, di 4.643 abitanti, situata nel distretto di Bardhaman, nello stato federato del Bengala Occidentale. In base al numero di abitanti la città rientra nella classe VI (meno di 5.000 persone).

## Geografia fisica
La città è situata a 23° 40' 40 N e 87° 14' 46 E.

## Società

### Evoluzione demografica
Al censimento del 2001 la popolazione di Nabgram assommava a 4.643 persone, delle quali 2.518 maschi e 2.125 femmine. I bambini di età inferiore o uguale ai sei anni assommavano a 527, dei quali 278 maschi e 249 femmine. Infine, coloro che erano in grado di saper almeno leggere e scrivere erano 2.701, dei quali 1.720 maschi e 981 femmine.